# Wilhelm Weischedel
Wilhelm Weischedel (Francoforte sul Meno, 11 aprile 1905 – Berlino, 20 agosto 1975) è stato un filosofo tedesco.

## Biografia
Wilhelm Weischedel è cresciuto nell'ambiente pietista svevo che permeava la casa dei genitori, frequentando le scuole a Stoccarda, Reutlingen ed Elberfeld. Ha poi proseguito i suoi studi presso l'Università di Marburgo, prima frequentando i corsi di teologia (con Paul Tillich e Rudolf Bultmann) e poi quelli di filosofia (con Martin Heidegger e Nicolai Hartmann) fino a conseguire un dottorato nel 1933 con Heidegger a Friburgo, con una tesi sulla natura della responsabilità. Si allontana progressivamente da Heidegger a causa della situazione politica (vedi Heidegger ed il coinvolgimento con il nazionalsocialismo). Durante il regime nazista egli pratica opposizione politica e trova impiego come libraio ed assistente commerciale. Ha partecipato alla resistenza francese durante il periodo del conflitto mondiale.
Alla fine della guerra si dedica alla attività di insegnamento presso l'Università di Tubinga. Nel 1953  viene nominato professore presso la Libera Università di Berlino. Weischedel diviene professore emerito nel 1970.

## Filosofia
Weischedel si pone in una posizione autonoma rispetto allo scetticismo e al nichilismo. Egli è stato sempre in costante critica con le istituzioni cristiane, anche se ha lavorato molto a stretto contatto con il teologo protestante Helmut Gollwitzer. Questioni importanti per Weischedel sono rappresentate dalla responsabilità della tecnologia e la rinascita del nazismo.
Weischedel presuppone che l'essenza più profonda della realtà sia l'interrogarsi (Fraglichkeit) radicale. Realtà e la vita umana devono essere intese come un interrogarsi tra l'essere e non-essere, tra il senso e la futilità. Il filosofo, come pensatore radicale, non può essere soddisfatto dalle risposte, ma deve porsi in un'ottica di aperto scetticismo, sempre più spinto verso un interrogarsi radicalizzato.
Weischedel ha sviluppato una teologia filosofica nell'età del nichilismo .
Nella sua etica scettica Weischedel individua gli atteggiamenti morali, cioè le virtù risultanti da un'esistenza nell'interrogarsi radicale: apertura, separazione (Schiedlichkeit), responsabilità.
Weischedel divenne noto ad un più ampio pubblico per il suo lavoro dove egli, attraverso una ricca aneddotica ed un modo espositivo molto divertente, illustra la vita e il pensiero di 34 noti filosofi.